# Niklas Moisander
Niklas Moisander, född 29 september 1985 i Åbo, är en finländsk före detta fotbollsspelare. Han spelade under sin karriär för det finska landslaget, där han var lagkapten. Moisander spelade främst som mittback men kunde även spela vänsterback. Han är tvillingbror till Henrik Moisander.

## Karriär
Moisander blev utsedd till Årets fotbollsspelare i Finland både 2012 och 2013.
Den 1 juli 2021 värvades Moisander av Malmö FF, där han skrev på ett 1,5-årskontrakt. I november 2022 förlängde Moisander sitt kontrakt med ett år. Efter säsongen 2024 avslutade han sin fotbollskarriär.

## Meriter
AZ
- Eredivisie: 2008/2009
- Johan Cruijff Schaal: 2009

Ajax
- Eredivisie: 2012/2013, 2013/2014
- Johan Cruijff Schaal: 2013

Malmö FF
- Allsvenskan: 2021, 2023

Individuellt
- Årets fotbollsspelare i Finland: 2012, 2013